# Maafushi
Maafushi (malediw. މާފުށި) – wyspa na Malediwach, na atolu Kaafu; według danych szacunkowych na rok 2014 liczyła 2631 mieszkańców.